# Allianz Trade
Allianz Trade ist eine Kreditversicherungsgruppe mit Sitz in La Défense/Paris. Bis März 2022 bot das Versicherungsunternehmen seine Produkte unter dem Namen Euler Hermes an, seitdem agiert Euler Hermes unter dem Markennamen Allianz Trade.

## Allgemeines
Allianz Trade ist Weltmarktführer im Warenkreditversicherungsgeschäft mit einem Marktanteil von 34 % im Jahr 2021. Mit mehr als 5500 Mitarbeitern in über 50 Ländern bietet Allianz Trade ein umfangreiches Spektrum an Dienstleistungen für das Debitorenmanagement an. Die Umsatzerlöse 2021 betrugen knapp 2,9 Milliarden Euro. Allianz Trade analysiert die Bonität von über 80 Millionen Unternehmen und versicherte 2021 weltweit Transaktionen im Wert von 931 Milliarden Euro. Euler Hermes ist Tochtergesellschaft der Allianz SE. Die Allianz ist seit dem Jahr 2022 auch ein Teil des neuen Markennamens Allianz Trade. Die deutsche Niederlassung Euler Hermes Deutschland ist mit einem Marktanteil von rund 40 Prozent in Deutschland Marktführer in der Kreditversicherung. Der Sitz der deutschen Niederlassung befindet sich in Hamburg.

## Geschichte
Entstehung des Kreditversicherers:
- 1883: ACI in den USA
- 1917: Hermes Kreditversicherungsbank in Deutschland
- 1918: Trade Indemnity in Großbritannien
- 1927: SFAC in Frankreich und SIAC in Italien
- 1929: COBAC in Belgien
- 2002: Fusion von Euler und Hermes Kreditversicherung
- 2022: Rebranding zu Allianz Trade.

Der deutsche Unternehmensteil entstand aus der 1917 gegründeten und seit 1929 in diesem Geschäftsbereich arbeitenden Hermes Kreditversicherung, deren Hauptaktionär mit 90 Prozent des Kapitals 1996 die Allianz wurde, die allerdings bereits vorher über die Münchener Rückversicherungs-Gesellschaft maßgeblich an Hermes beteiligt war. Seit 1948 ist (Euler) Hermes in Hamburg ansässig, von 1981 bis 2020 in einem markanten, halbrunden Bürohochhaus mit 21 Geschossen unmittelbar am S-Bahnhof Bahrenfeld.
Der französische Unternehmensteil wurde 1927 als Société Française d'Assurance-crédit (SFAC) gegründet. 1996 wird Assurances Générales de France (AGF) der Mehrheitsaktionär von der SFAC, die in Euler umbenannt wird. Im selben Jahr kauft Euler den britischen Kreditversicherer Trade Indemnity und den amerikanischen ACI (American Credit Indemnity), der 1893 in Baltimore gegründet wurde.
1998 übernahm Euler die Kontrolle des italienischen 1927 gegründeten Kreditversicherers Società Italiana Assicurazione Crediti (SIAC).

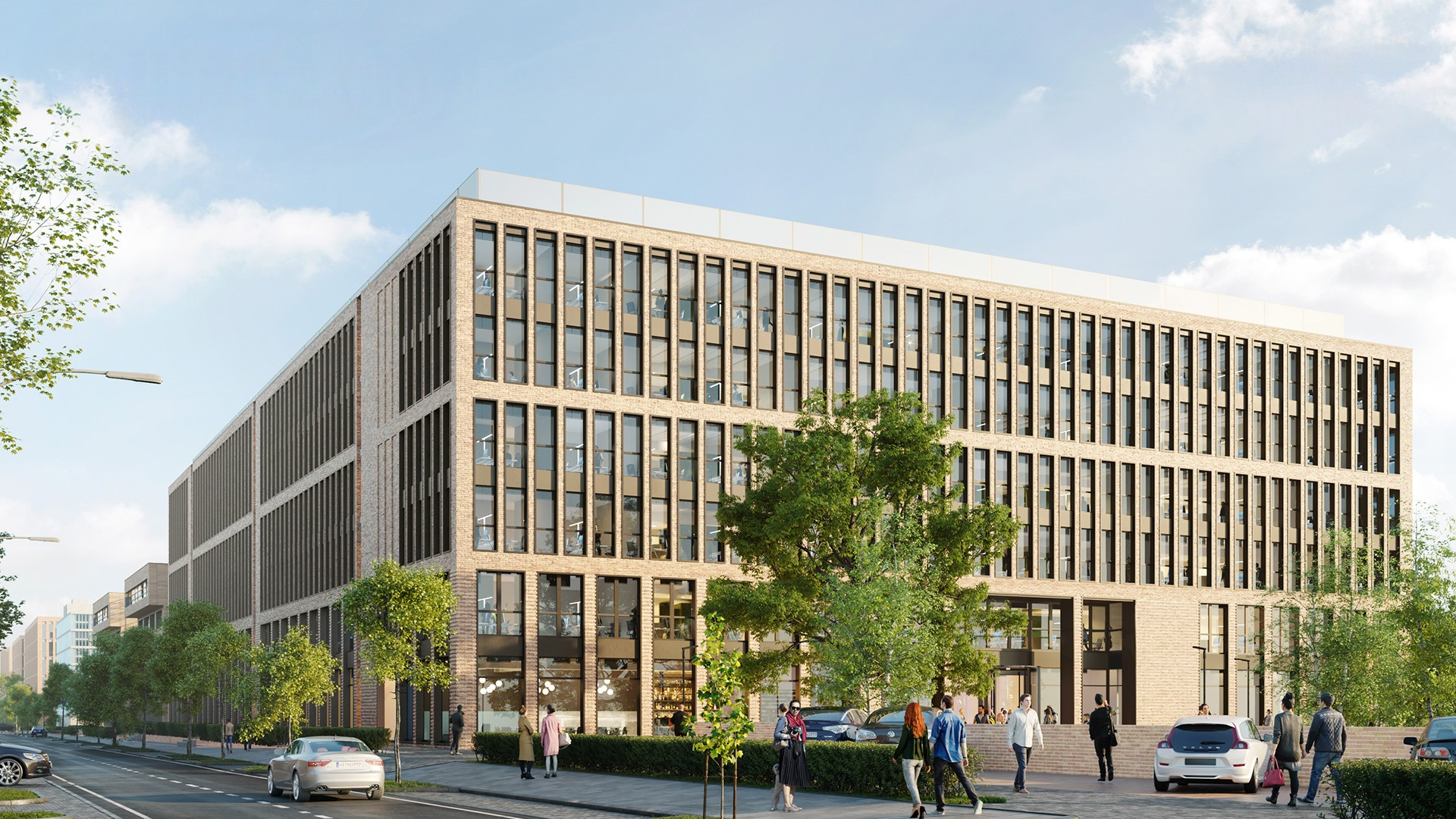
Das neue Quartier von Euler Hermes Deutschland, das unter dem Markennamen Allianz Trade seine Produkte anbietet, in Hamburg-Bahrenfeld

2002 übernahm Euler die Hermes Kreditversicherung. Diese Übernahme war eine Umorganisation der Allianz-Gruppe, die sowohl die Hermes Kreditversicherung als auch Euler (über AGF) kontrollierte. Die neue Gruppe und alle ihre Außenstellen wurden in Euler Hermes umbenannt. Der Sitz der Holding ist Paris. Die deutsche Niederlassung hat ihren Sitz in Hamburg-Bahrenfeld. Im März 2012 firmierte die Euler Hermes Kreditversicherungs-AG in Euler Hermes Deutschland AG um. Im Rahmen einer Umstrukturierung wurde im November 2014 die Euler Hermes Deutschland AG auf die Euler Hermes SA verschmolzen. Die Geschäfte werden in Deutschland durch die Euler Hermes Deutschland Niederlassung der Euler Hermes SA fortgeführt. Vom Euler-Hermes-Hochhaus, das abgerissen wurde, zog die Verwaltung Anfang 2020 in einen Neubau unmittelbar gegenüber um.

## Konzernstruktur

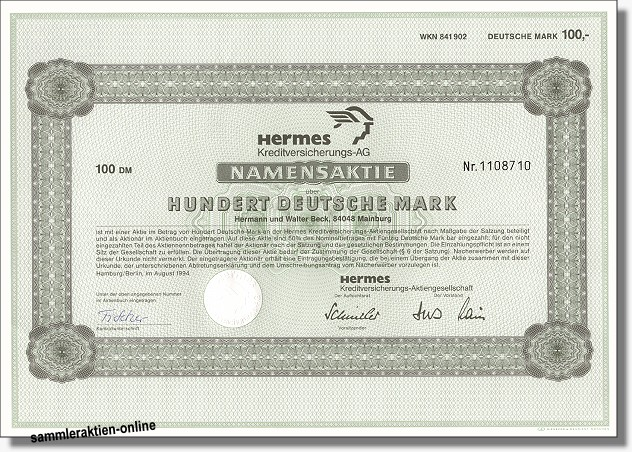
Namensaktie der Hermes Kreditversicherungs-AG

Stand Dezember 2013 wurde die Holding Euler Hermes Group SA zu 67,8 % Prozent von der Allianz France gehalten, die wiederum indirekt über diverse Tochtergesellschaften zu hundert Prozent von der Allianz SE gehalten wird. 29,6 Prozent der Aktien befanden sich im Streubesitz. Die verbleibenden 2,6 Prozent waren eigene Aktien. Im November 2017 kündigte die Allianz ein Übernahmeangebot für alle ausstehenden Aktien der Euler Hermes in Höhe von 122 € je Stück an. Damit belief sich der Kaufpreis für die übrigen Anteile auf 1,8 Mrd. Euro. Ende April 2018 hielt die Allianz 94,91 % der Anteile an Euler Hermes. Weil der Kreditversicherer ebenfalls eigene Aktien besaß, war der Streubesitz unter 5 % gerutscht. Nach französischem Recht nutzte die Allianz die Möglichkeit zur Zwangsabfindung verbliebener Minderheitsaktionäre. Der sogenannte Squeeze-out und das Delisting von der Pariser Börse wurden am 27. April 2018 umgesetzt. Im Jahr 2022 wurde Euler Hermes mit dem Rebranding zu Allianz Trade in die Gesamtmarke Allianz integriert.
Die Gruppe ist seit dem 1. Januar 2010 in sechs Regionen unterteilt: Americas; Asia Pacific; France; Germany, Austria, Switzerland; Mediterranean Countries & Africa und Northern Europe.

## Euler Hermes Collections
Die Euler-Hermes-Gruppe hat das Inkassogeschäft im Jahre 2009 neu organisiert. Das Ziel ist ein weltweit einheitlicher Marktauftritt unter dem neuen Namen Euler Hermes Collections (EHC) mit Firmensitz in Potsdam. Damit sollen die Inkassoaktivitäten aller Euler-Hermes-Gesellschaften gruppenweit harmonisiert, deren Effizienz gefördert und der Kundenservice verbessert werden. Euler Hermes Collections ist auf das Forderungsmanagement im Business-to-Business-Geschäft spezialisiert und führt weltweite Inkassomaßnahmen inklusive von gerichtlichen Schritten, Zwangsvollstreckungen und Insolvenzanmeldungen durch. Seit März 2022 bietet Euler Hermes Collections seine Dienstleistungen ebenfalls unter dem Namen Allianz Trade Collections an.

## Produkte
Euler Hermes verkauft unter dem Markennamen Allianz Trade Warenkreditversicherung, Investitionsgüterkreditversicherung, Vertrauensschadenversicherung, Kautionsversicherung für Unternehmen. Darüber hinaus betreut die Euler Hermes Aktiengesellschaft weiterhin die staatlichen Exportkreditgarantien im Auftrag und für Rechnung der Bundesrepublik Deutschland.

## Exportkreditgarantie
Exportkreditgarantien, die auch als Hermesdeckungen bezeichnet werden, sind seit Jahrzehnten ein bewährtes Außenwirtschaftsförderinstrument der Bundesrepublik Deutschland. Mit ihnen sichern deutsche Unternehmen ihre Exportgeschäfte gegen wirtschaftliche und politische Risiken ab. Sie werden im Auftrag der Bundesrepublik Deutschland von der Euler Hermes AG bearbeitet.
Die private Versicherungswirtschaft bietet für viele Exporte, vor allem in Entwicklungs- und Schwellenländer, keine ausreichende Absicherung gegen Forderungsausfälle an. Insbesondere Ausfuhren in Länder mit erhöhten Risiken – und hier hauptsächlich Investitionsgeschäfte mit längeren Kreditlaufzeiten – lassen sich oft nur mit Hilfe von Hermesdeckungen realisieren. Die Bundesregierung springt also subsidiär mit den Exportkreditgarantien dort ein, wo die private Versicherungswirtschaft keinen Versicherungsschutz anbietet.
Hermesdeckungen schützen deutsche Unternehmen vor Verlusten durch ausbleibende Zahlungen ihrer ausländischen Geschäftspartner: Zahlt der ausländische Abnehmer nicht, tritt der deutsche Staat ein. Dank dieses staatlichen Außenwirtschaftsförderinstruments können Handelsbeziehungen mit dem Ausland auch im Falle erhöhter Risiken aufrechterhalten werden.
Die Deckungsmöglichkeiten erstrecken sich über die gesamte Wertschöpfungskette von der Fertigung bis hin zur Lieferung und Bezahlung der letzten Rate. Dabei stehen viele unterschiedliche Produkte zur Verfügung. Während Exporteure Forderungen aus einzelnen oder mehreren Geschäften absichern können, besteht für Banken die Möglichkeit, Darlehensforderungen aus der Finanzierung eines einzelnen oder regelmäßiger Exportgeschäfte abzusichern.
Hermesdeckungen stehen – unabhängig von der Größe des Unternehmens und des Geschäfts – allen Exportunternehmen mit Sitz in Deutschland zur Verfügung. Dabei dient das Deckungsinstrument insbesondere der Förderung von kleinen und mittelständischen Unternehmen.

## Soziale Unternehmensverantwortung
Der Webseite zufolge hat Euler Hermes die Initiativen seiner globalen Gruppengesellschaften und Niederlassungen im Rahmen einer einheitlichen Richtlinie zur sozialen Verantwortung gebündelt.